# Castillo de Winchester

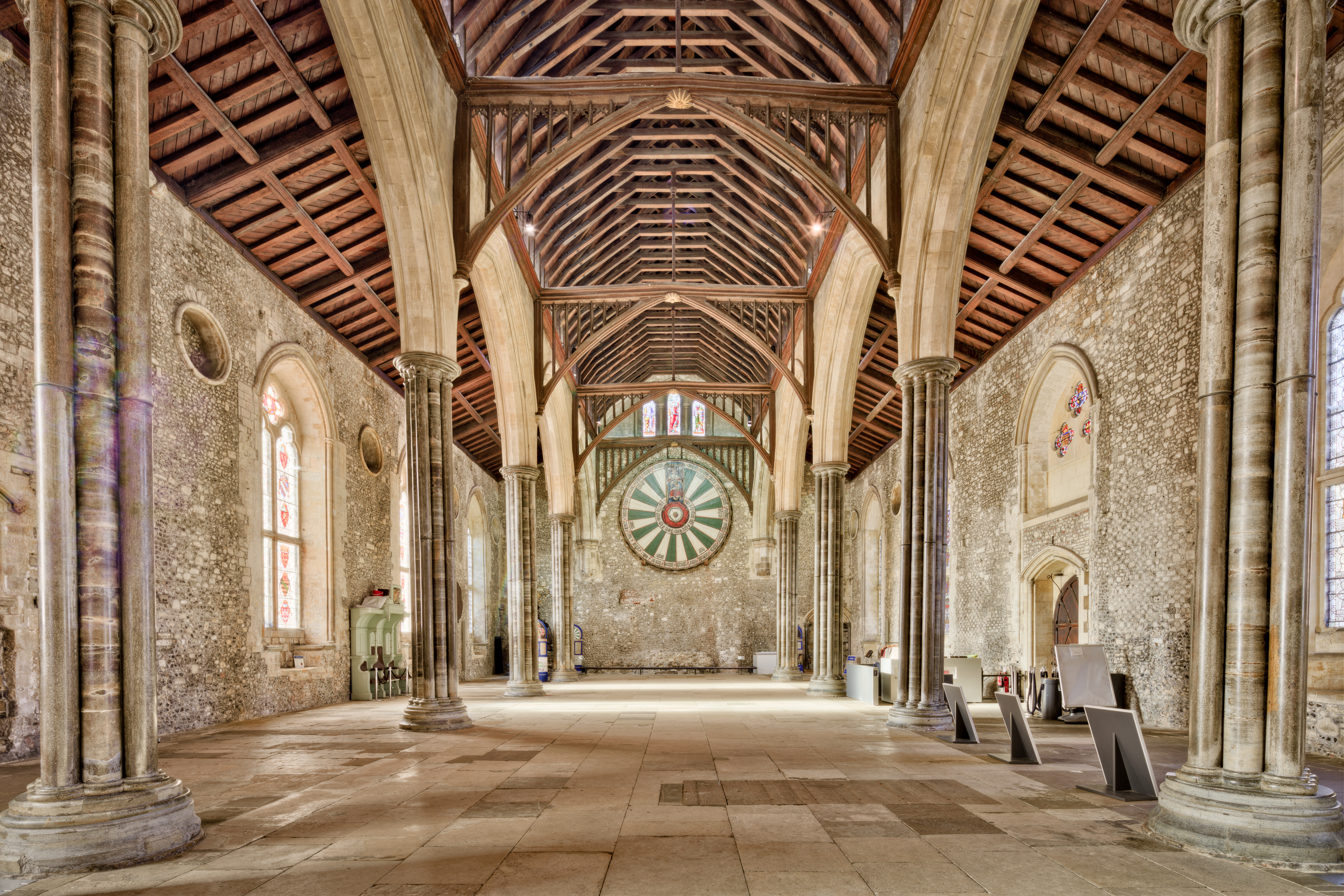
Interior de la Gran Sala.

El castillo de Winchester es un edificio medieval fundado en 1067 en Winchester, Reino Unido. Solamente sobrevive la Gran Sala (Great Hall), que alberga un museo de la historia de la ciudad.

## Historia
En el año 70 los romanos construyeron una gran muralla de tierra de 240 metros de largo y 61 de ancho, y en su cima edificaron un fuerte para defender la ciudad de Venta Belgarum.
Tras la conquista normanda, este fue el lugar elegido por Guillermo el Conquistador para construir uno de los primeros castillos normandos de Inglaterra. Su construcción se llevó a cabo en 1067 y fue la capital de la monarquía normanda. Enrique II construyó una fortaleza pétrea para albergar el tesoro real y el Libro Domesday. Actualmente puede observarse una torre redonda del castillo original. En 1141, durante la Anarquía inglesa, las fuerzas de la emperatriz Matilda fueron asesiadas por las del rey Esteban en el castillo, durante el Tumulto de Winchester.

### Gran Sala
Entre los años 1222 y 1235, Enrique III, nacido en el castillo de Winchester, realizó la Gran Sala con un diseño de "doble cubo", con unas dimensiones de 33,53 x 16,76 x 16,76 metros. La Gran Sala fue construida con sílex con aparejo de piedra, originalmente con muros más bajos y techumbre con claraboyas, y en su lugar se añadieron los grandes ventanales de tracería plana. Durante el reinado de Eduardo II se realizaron algunas ampliaciones en el castillo. La Gran Sala está inscrita como monumento en Grado I, por lo alberga protección gubernamental. En 1986, detrás de la Gran Sala, se creó un jardín de estilo medieval denominado el jardín de la reina Eleonor.
En la Gran Sala se colgó la supuesta mesa redonda del rey Arturo. La mesa fue construida originalmente en el siglo XIII, aunque se repintó por Enrique VIII y en sus bordes se pintaron los nombres de los caballeros del rey Arturo. El retrato del mismo monarca se identifica con un retrato del joven Enrique VIII. También se encuentran expuestos los denominados Paneles de Winchester, una serie de epigramas pictóricos iluminados en estilo monástico medieval, que representan los 25 caballeros de la mesa redonda e ilustran los retos a superar en la llamada "rueda de la vida".

### Historia tardía
En 1302, Eduardo I y su segunda esposa, Margarita de Francia, escaparon de un gran incendio producido en las habitaciones reales. El 19 de marzo de 1330, Edmundo de Woodstock, I conde de Kent, fue decapitado en el exterior de las murallas del castillo en la conjura contra el rey Eduardo III. El castillo continuó siendo una residencia relevante y el 10 de abril de 1472 nació en él Margarita de York, hija del rey Eduardo IV. Tras la subida al trono de la reina Isabel I en 1558, el castillo dejó de ser residencia real y se entregó a las autoridades de la ciudad de Winchester.
El 17 de noviembre de 1603 se celebró un juicio en el Gran Sala contra Walter Raleigh, acusado de querer sustituir al monarca Jacobo I por su prima como reina. El castillo fue utilizado por los realistas durante la Guerra civil inglesa, cayendo finalmente a los parlamentarios en 1646, y siendo demolido por orden de Oliver Cromwell tres años más tarde. A finales del siglo XVII, Carlos II planeó construir la casa del rey en este lugar, contratando a Christopher Wren para diseñar un palacio real para rivalizar con el palacio de Versalles, pero el proyecto fue abandonado por el monarca. En 1685, tras el trascurso de la fallida Rebelión de Monmouth, la Gran Sala albergó los juicios post-bélicos realizados por el juez George Jeffreys.